# Klavže
Klavže so naselje v Občini Tolmin.